# کوشیننا
کوشیننا (به لاتین: Koshinna) یک منطقهٔ مسکونی در سری‌لانکا است که در استان مرکزی (سری‌لانکا) واقع شده‌است.